# Jean-Joseph Fiegenschuh
Jean-Joseph Fiegenschuh, né le 19 septembre 1869 à Strasbourg et mort le 4 janvier 1910 à Bir Taouil, est un officier et explorateur français.

## Biographie

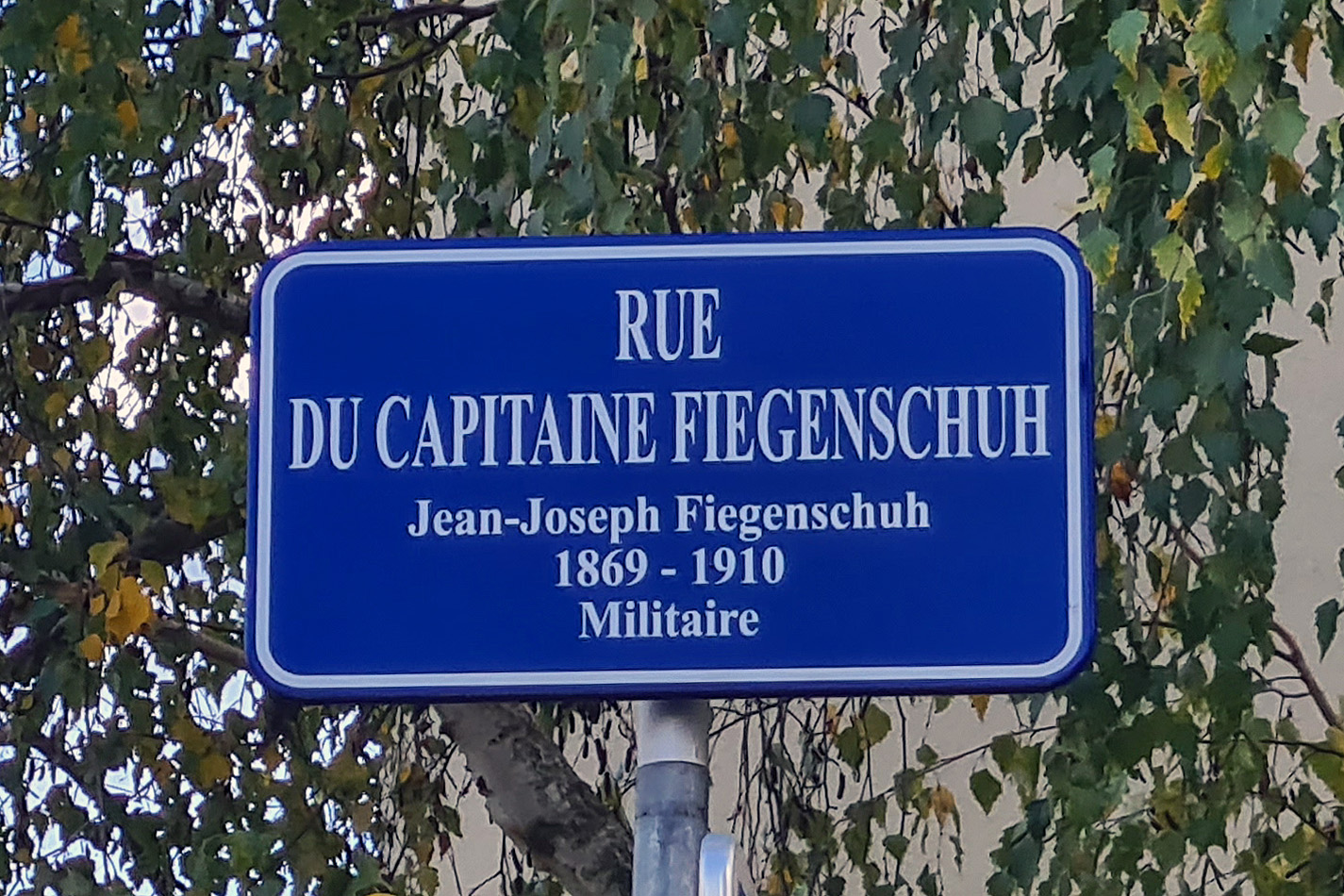
Plaque de rue à la Robertsau.

Né le 19 septembre 1869 à Strasbourg, dans le faubourg de la Robertsau, à l'angle de la rue qui porte aujourd'hui son nom et de la rue Jeanne-d'Arc, fils de tanneur, ce patriote d'origine alsacienne s'engage dans la Légion étrangère (2e régiment étranger d'infanterie) en 1887. Sorti du rang, il passe sergent en 1892 puis devient officier en 1895.
Faisant dès lors carrière dans les troupes coloniales, il est promu lieutenant en 1897 puis capitaine en 1903. Il séjourne en Indochine de 1896 à 1898, puis à Madagascar de 1899 à 1906.
Il est nommé chevalier de la Légion d’honneur le 29 décembre 1903.
Ensuite affecté au Tchad, il y commande en 1909 une colonne de tirailleurs chargée d'affronter Doudmourrah, sultan rebelle du Ouaddaï.
Le 1er juin 1909, il vainc son adversaire au combat de Djohamé, et s'empare le lendemain de sa capitale Abéché. 

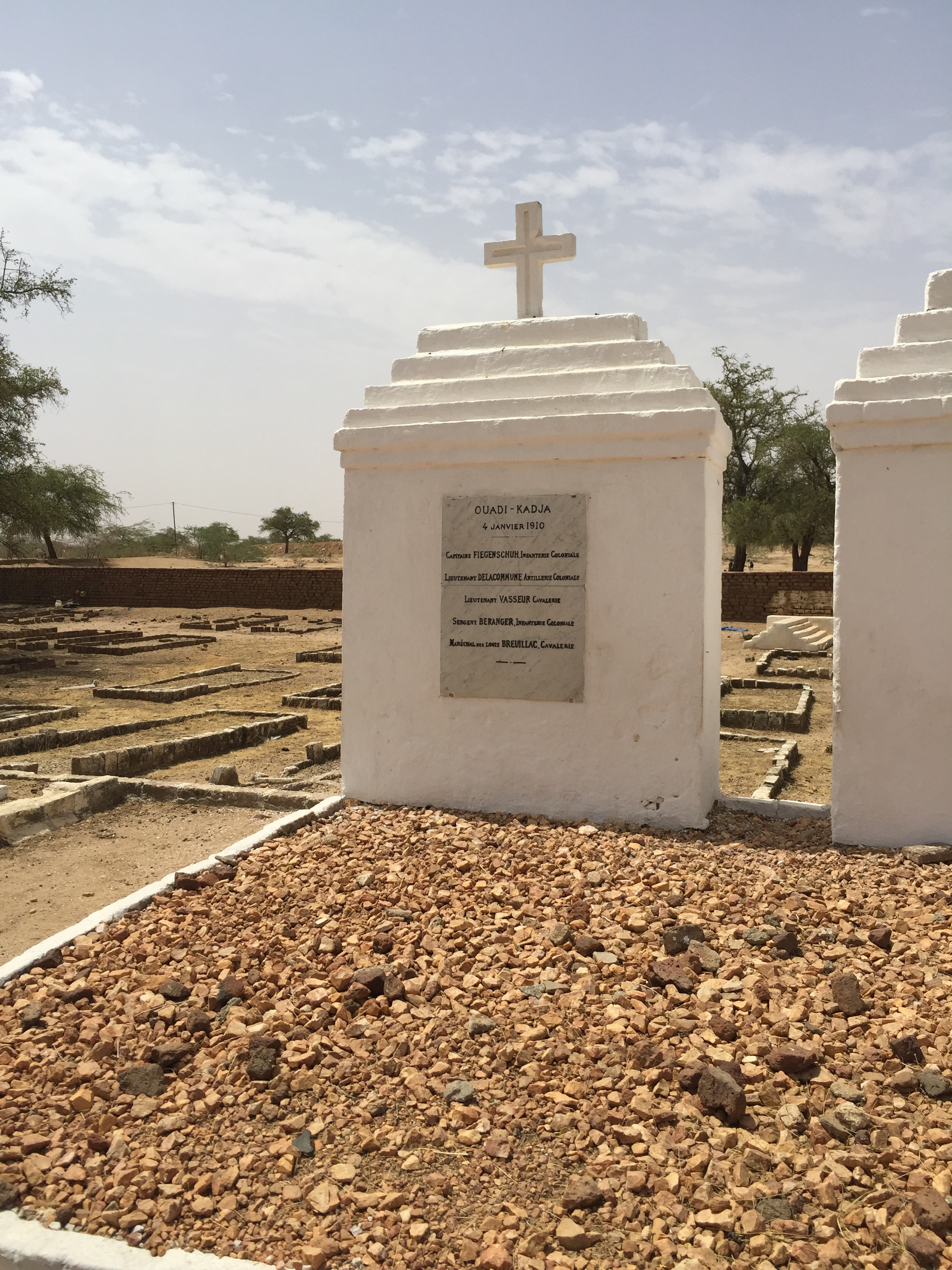
Monument en hommage au capitaine Fiegenschuh et à ses hommes à Abeché.

Il est tué avec presque tous ses hommes, le 4 janvier 1910, en tombant dans une embuscade à Bir Taouil lors d'une reconnaissance armée en territoire Masalit (dans l'actuel Darfour).

## Décorations
- Chevalier de la Légion d'honneur (décret du 29 décembre 1903)[3]
- Chevalier de l'ordre du Dragon d'Annam (31 mars 1899).